# Dincolo de orizontul albastru
Dincolo de orizontul albastru (1980) (titlu original Beyond the Blue Event Horizon) este un roman science fiction al scriitorului Frederik Pohl, nominalizat la premiul Nebula în 1980 și la premiul Hugo în 1981. Cartea reprezintă continuarea romanului multilaureat Poarta, din saga Heechee.

## Intriga
Robinette Broadhead încă suferă după pierderea Klarei, dar și-a găsit o nouă parteneră de viață în S. Ya. Lavorovna, câștigătoare a unui premiu Nobel. Averea sa îl face unul dintre cei mai bogați oameni, ceea ce îi permite să acceseze Integrala Medicală, înlocuindu-și orice parte vătămată a corpului. Programul de terapie psihologie Sigfrid este înlocuit cu un program științific, Albert Einstein, programat chiar de soția lui.
Pământenii sunt afectați de atacuri mentale devastatoare, care duc la producerea de numeroase accidente, crime și sinucideri. Pornit în spațiu pentru a descoperi sursa lor și pentru a găsi o modalitate de a combate foametea de pe Pământ, Bob ajunge pe un artefact Heechee, Fabrica de Hrană - care poate converti elementele de bază ale universului în cantități uriașe de hrană - unde descoperă un copil uman, a cărui mamă a murit după naștere. Copilul, pe nume Wan, a crescut singur, discutând cu Morții (entități similare într-o oarecare măsură inteligențelor artificiale de genul lui Sigfrid și Albert) și visând. Se dovedește că un dispozitiv aflat la bordul artefactului transmitea către Pământ visele băiatului, producând acele atacuri mentale care afectau periodic populația planetei.
La bordul artefactului mai este descoperită și o rasă extraterestră, pe care Bob o consideră la început a fi urmașa Heechee-lor, dar care se dovedește în cele din urmă a fi doar o civilizație relativ inteligentă care locuiește acolo, la fel ca Wan.